# Алехандро Ходоровски
Алехандро Ходоровски (шп. Alejandro Jodorowsky; 17. фебруар 1929) чилеанско-француски је филмски и позоришни редитељ, сценариста, писац, песник, глумац, продуцент, композитор и музичар.
Светску популарност је стекао захваљујући својим авангардним филмским остварењима Ел Топо (1968) – који је у биоскопе увео феномен поноћног филма и Света планина (1973).
Године 1975. започео је рад на филму који никада није снимљен - адаптацију Дине Френка Херберта. У филму су глумили Орсон Велс, Салвадор Дали и други. Финансијери пројекта су одустали, а Дину је на крају снимио Дејвид Линч.